# Телефонный капсюль

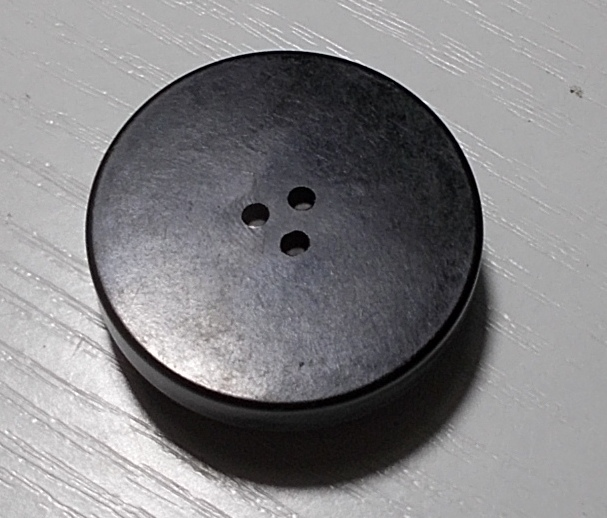
Советский телефонный капсюль

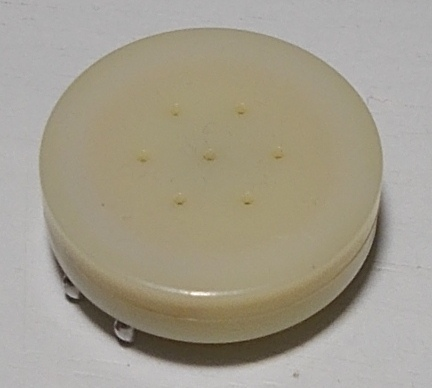
Импортный телефонный капсюль

Телефо́нный ка́псюль (ранее употреблялось также название капсюльный телефон) — миниатюрный преобразователь электрических колебаний в звуковые, выполненный в виде закрытого неразборного устройства (капсюля). В отличие от головки громкоговорителя, капсюль не имеет диффузора или рупора, и предназначен для воспроизведения относительно слабых звуков.

## Применение
Телефонные капсюли являются важной составной частью микротелефонных трубок телефонных аппаратов, головных телефонов и радиогарнитур, в последние годы, правда, в целях повышения качества звуковоспроизведения, капсюли активно вытесняются миниатюрными головками громкоговорителей, особенно это касается стереонаушников. Иногда телефонные капсюли применяются в качестве маломощных источников звука в составе аппаратуры, для подачи простых звуковых сигналов. Телефонные капсюли и микрофоны, как правило, обратимы друг с другом (исключение — угольные микрофоны), так, например, популярный в Советском Союзе дифференциальный микрофон ДЭМШ, часто использовался в качестве телефона в гарнитурах. Имея по три отверстия с противоположных сторон, ДЭМШ обладал довольно значительной устойчивостью к шумовым помехам и селективностью к голосу: как правило, шум, взрывы, выстрелы приходили более-менее равномерно отовсюду, и давили на мембрану с обеих сторон, уравновешивая давление и подавляя сторонний звук, а звук голоса, произносимого с одной стороны микрофона, давил только с одной стороны на мембрану.

## Классификация и принцип действия
По устройству и принципу действия электроакустические преобразователи подразделяются на электромагнитные (самый распространённый вид), динамические и пьезоэлектрические
- Электроакустический преобразователь электромагнитного типа включает в себя электромагнит, к которому подводится входной сигнал переменного тока, постоянный магнит и гибкую мембрану из ферромагнитного сплава, способную притягиваться под действием магнитного поля, создаваемого магнитами. Постоянный магнит нужен для того, чтобы поле было не переменным, а пульсирующим, так как в переменном поле при полуволнах различной полярности мембрана изгибалась бы в одну и ту же сторону.
  - ПРИМЕРЫ: ТА-4,ТА-56М,КЭД-2, ТК-67

- Электроакустический преобразователь электродинамического типа основан на взаимодействии электромагнита или катушки с постоянным магнитом, один из взаимодействующих объектов (как правило, катушка) является подвижным, другой — неподвижным.
  - ПРИМЕРЫ: ТДК-3, ТЭД-4, ТДМ-1Э, SD-150, DR-904

- В электроакустических преобразователях пьезоэлектрического типа используется пьезоэффект, в качестве материала рабочего тела применяется, обычно, пьезоэлектрическая синтетическая плёнка или пьезокерамика.
  - ПРИМЕРЫ: ТПК-2, ТПК-101, ТПК-103

- Электроакустический преобразователь магнитострикционного типа использует явление магнитострикции, в качестве материала рабочего тела применяются, обычно, ферромагнитные сплавы с высокой линейной магнитострикцией насыщения.

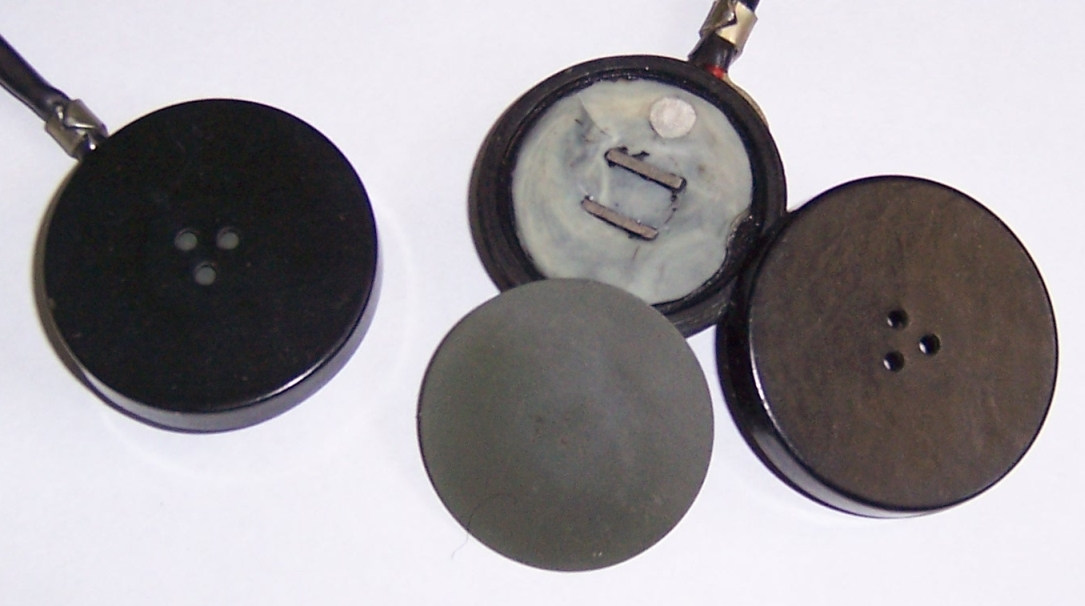
Телефонные капсюли ТА-56М
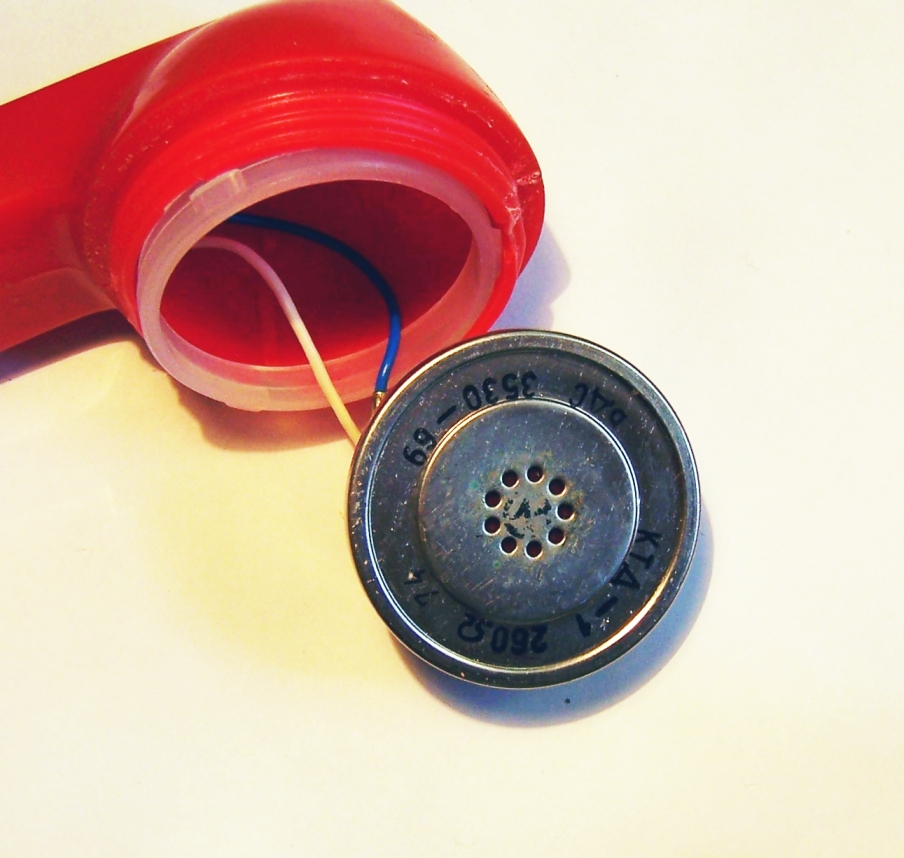
Телефонный капсюль КДТ-1
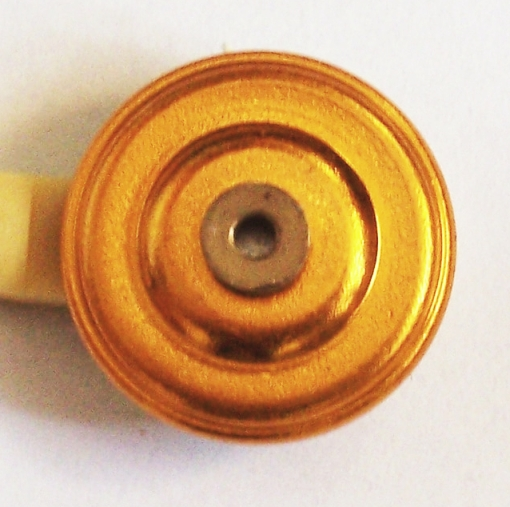
Телефонный капсюль ТМ-2
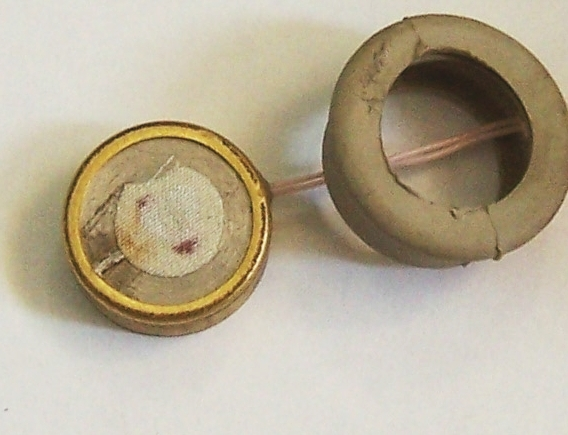
Телефонный капсюль от авиагарнитуры (ДЭМШ)

## Основные нормируемые характеристики
- Диапазон рабочих частот
- Отдача телефона на частоте 1000 Гц при подводимой мощности  1 мВт
- Неравномерность частотной характеристики отдачи
- Коэффициент гармоник на частоте 1000 Гц при подводимой мощности 1 мВт
- Модуль полного электрического сопротивления на частоте 1000 Гц
- Максимальное напряжение, подаваемое на телефон